# テリーとうえちゃんのってけラジオ
テリーとうえちゃんのってけラジオは、タレントで演出家のテリー伊藤（テリー）と、ニッポン放送アナウンサー（当時）の上柳昌彦（当時の表記は平仮名の「うえやなぎまさひこ」、うえちゃん）がパーソナリティを務めていたニッポン放送のラジオ番組である。以降15年4か月続く『のってけ』シリーズの第2弾で4年半放送され、全1140回。略称は「のってけ」（テリー＆上柳時代を強調する場合は「テリうえ」ともいう。）

## 概要
ニッポン放送は「いまに哲夫の歌謡パレードニッポン」が同時間帯トップの座だったが、1987年に文化放送が「吉田照美のやる気MANMAN!」をスタートさせるとその座を脅かされたため、1993年に「歌謡パレードニッポン」を終了して早朝番組で人気を博していた塚越孝アナウンサーを投入するも内容がマンネリ化して形勢逆転された。当番組の放送1年前から塚越に代えてテリーを起用して「のってけテリー!渚の青春花吹雪」を開始したが、テリーは過激な喋りと奇抜な番組スタイルが目立ち塚越に比して同時間帯の聴取者に共感を得られず、思うように立て直せなかった。
かつての若年層向けパーソナリティのイメージが抜けていた上柳とテリーがコンビを組んでこれまでになかった番組の誕生を狙った。「のってけラジオ」とは、「のってけテリー!渚の青春花吹雪」の「のってけ」を上柳がパーソナリティを務めていた「うえちゃんの花の土曜日おっかけラジオ」「うえちゃんのおっかけラジオ ヨッ!お疲れさん」の「○○ラジオ」の型式に当てはめたもので、テリーと上柳のツートップ体勢で取り組む姿勢を示したものである。「男2人でやってます」をキャッチフレーズとして朝や昼の時間に男性2人だけのパーソナリティ、といったラジオ番組は珍しく、文化放送の「陳平＆寺ちゃんのハッピートゥモロー」にも影響を与えた。コンセプトは「得意先回りの営業マンが、営業車で、缶コーヒー片手に聞くラジオ」。
前番組では時報後にテリーとアシスタント役の女性アナが挨拶もなく延々と10分近くトークを繰り広げ、最後に番組タイトルのジングルが流れるという異色のオープニングだったが、当番組になってから頭のテリーと上柳のトークは5分程度に抑えられ、上柳、テリーの順に挨拶してから上柳が「3時間(2時間半)の生放送です、男2人でやってます、のってけラジオ始まるよ!」とコールするとテーマソングが流れ、それをBGMにテリーと上柳が近々のニュースを題材にトークする、というオーソドックスなものになった（このフォーマットは「やるMAN」の影響を受けている）。
テリーはベテランで自ら進行の主導権もとれる上柳とコンビを組んだことで適度に毒が抜けてテリー自身の個性的なキャラクターが好意的に引き出された。上柳も個性の強かったテリー相手に圧倒されることなく堂々と番組を仕切ったことで、平日帯ワイドの番組でも十分勝負できる信頼感を得た。テリーと上柳のコンビは、吉田照美と小俣雅子コンビと互角に競い合い一時は勝利を収めた。後述のとおり上柳が番組を降板してテリーが再び一人で進行の主導権を握らなければならなくなった後も、この上柳とのコンビ時代に培われた経験が功を奏してニッポン放送平日午後帯の立て直しに貢献、ライバルだった「やるMAN」を終了に追い込んだ。
上柳が「うえやなぎまさひこのサプライズ!」を担当するために降板してからは、小口絵理子と外回り担当から昇格した垣花正（共に当時ニッポン放送アナウンサー）が加入し「テリー伊藤のってけラジオ」に改題した。
のちに上柳は平日早朝の「上柳昌彦のお早うGoodDay!」を経て当番組の時間帯に復帰して「上柳昌彦 ごごばん!」（2014年3月から金曜のみ）を、テリーは「テリー伊藤 サンデーのってけラジオ」を経て金曜16時枠の「テリー伊藤のフライデースクープ そこまで言うか!」を担当、当時に比べて規模は小さくなったものの、この二人によるニッポン放送午後の時間帯での活躍が、2015年3月までの20年近くにわたって続いた。
その後、テリーはニッポン放送でのレギュラーが一時的に消滅したが（2021年現在は『垣花正 あなたとハッピー!』の曜日レギュラー）、上柳は引き続き『金曜ブラボー。』を2018年に降板するまで同時間帯での活躍を続けた後、2016年からは早朝の帯番組『上柳昌彦 あさぼらけ』を担当している。

## 出演者
- テリー伊藤[1]
- うえやなぎまさひこ[1]

## 放送時期・放送時間
- 1998年3月30日-2002年9月27日（4年半）
  - 1998年3月30日-2001年3月31日

平日 月曜日-金曜日 13:00（1:00）-16:00（4:00）
  - 2001年4月3日-2002年9月27日

後時間番組・鶴光の噂のゴールデンアワーの時間変更に伴い、30分短縮
平日 月曜日-金曜日 13:00（1:00）-15:30（3:30）

## 主な番組コーナーおよび企画

### 恐怖川柳
- 「日常に起こる恐怖を川柳に」というコンセプトで開始された番組一番の長寿コーナー。
  - しかしながら、送られてくる作品は〝恐怖〟の要素を残しつつも、基本的には爆笑ネタである。
- 「テリうえ」時代は、15時台の「テリーにまかせろ！」(火曜)で紹介された。
- なぜか静岡県、茨城県(水海道市)からの投稿が多く、テリーから「これしか娯楽がない」などと、散々に扱き下ろされていた。
- また都内からの場合は高級住宅地(成城、高輪など)からの投稿が多く、こちらには上柳から「そんな良い所に住んでて、恐怖川柳考えてる場合じゃないだろ!」などとツッコミを入れられていた。
- 平日午後の放送であるにもかかわらずこのコーナーにだけ中学生や高校生からの投稿が多く目立ち、春・夏・冬に学校が長期休暇に入る時期が近づくと上柳が「またガキんちょが参入してくる」と頭を抱えるのがお約束だった。
- 年明け第一回の放送では、「ちょっと気になるのってけテレフォン」のテーマが「恐怖川柳 歌会始」となり、レギュラー以外に電話投稿で恐怖川柳を受け付けたことがある。
- 詠み人は専らテリーであり、テリーが番組を休んだ際にピンチヒッターの川野良子アナが詠み人を務めたことがある。
  - 上柳は以前テリーが不在の時の公開放送で詠んだことがあるが、全く盛り上がらずコーナーが終了してしまった。
番組出演最終回でテリーが「サプライズ!」にも恐怖川柳を送らせようとリスナーを煽ったが、上柳はこの件を引き合いに出して「オレは本当に恐怖川柳詠むの下手なんです!」「トラウマなんですよ!!」「（件の公開放送の際に）誰も笑わなかった!!!」などと（語気を強めて）発言し拒絶した。
    - 後に「お早うGoodDay!」でもリスナーから「リレー川柳コーナーを作ったらどうか」と持ち掛けられ、アシスタントの石川みゆきが乗り気になったものの、上柳は「僕は川柳を詠むのが本当に苦手」と語ってやんわりと断っている。
- 後に週刊漫画サンデーで連載されるようになったが、番組本としては扶桑社から出版された。
- その後、2009年4月まで「テリー伊藤 のってけラジオ」→「テリーとたい平 のってけラジオ」でコーナーが続けられた。また、「テリー伊藤 サンデーのってけラジオ」でも最末期にレギュラーコーナーとして復活を果たした事があった。
- ソーシャルゲーム「オールナイトニッポンを作ろう」でも夏休み限定企画として復活し、利用者に投稿を募集した事があった。

### 情報屋のゲンさん
- 初期の頃、毎週金曜に電話出演していた謎の男。巨人軍の裏情報などを語っていた。のちに冠二郎が歌うイメージソング「愛しき人よ」も作られた。
- 直後に松本秀夫が中継で登場するため、当初から「正体は松本アナなんでしょ?」とリスナーにバレていた。
- その後正体をごまかすため、『愛しき人よ』リリース前後の公開放送の際に、ゲンさんが近くに来ているという触れ込みで、黒づくめの服装の男（おそらく影武者）を会場付近に配置して、テリーと上柳に見つけさせるという演出が行われた（ちなみにその日、松本アナは横浜スタジアムからの中継で登場している）。

### 祝！ジャイアンツ優勝ちょうちん行列
1998年に発売した、テリー伊藤の著書「君は長嶋茂雄と死ねるか」で「巨人軍が優勝したら、東京ドーム23番ゲートに集い、長嶋茂雄の自宅までちょうちん行列をしよう」と記述（結局1999年は中日ドラゴンズが優勝）。2000年、巨人が優勝し、その年の11月6日に、コースは駒沢オリンピック公園から巨人軍のグラウンドがあった多摩川まで、リスナーから選ばれた1000人と一緒に実施。ゴールの多摩川で、長嶋監督が登場した。

## タイムテーブル
放送初期
13:00 オープニング
13:15 ニュース
13:18 ちょっと気になるのってけテレフォン
13:28 交通情報
13:30 のってけテレフォン その2
13:35 のってけリビング
13:45 天気予報
13:47 ハロー埼玉
13:55 のってけテレフォン その3
14:00 2時のオープニング
14:03 たよりになります
14:10 ニュース
14:15 噂にのってけ（ゲストコーナー）
14:28 交通情報
14:32 もっと噂にのってけ（ゲストコーナー その2）
14:38 ニッポン放送がやってきた!
14:46 ハロー神奈川
14:50 天気予報
14:52 交通情報
14:55 ニッポン放送がやってきた! その2
15:00 3時のオープニング
15:10 テリーにまかせろ!
- 月:天才タイアッパー
- 火:恐怖川柳
- 水:のってけダジャレなぞなぞ
- 木:?
- 金:私の二階堂達也（妄想ネタ）

15:20 天気予報
15:23 ロッテ街かどインフォメーション
15:30 のってけリビングアンコール〜あの一曲 呼び込み
15:40 竹村健一のずばりジャーナル
15:47 サッポロビールあの一曲 → 出光のってけステーション あの一曲
15:53 交通情報
15:56 エンディング
後番組・テリー伊藤のってけラジオに続投したコーナー
- （のってけテレフォン→）ファイト!クイズ私のハプニング（事実上のリニューアル）
- （のってけリビング→）ハローリビング
- ロッテ街かどインフォメーション
- （ニッポン放送がやってきた!→）ジャックスプレゼンツ・ニッポン放送がやってきた!
- ハロー神奈川
- （恐怖川柳→）3時の恐怖川柳（毎日コーナー、2009年終了）・今日の恐怖川柳（毎日コーナー、2006年5月終了）
- （きょうの日が記念日→）出光のってけステーション・きょうの日が記念日

## 番組本
- 「テリーとうえちゃん のってけダジャレなぞなぞ」（扶桑社 ISBN 978-4594028367）
- 「テリーとうえちゃんの恐怖川柳」（扶桑社 ISBN 978-4594029081）
- 「テリーとうえちゃんの恐怖川柳 文庫判」（扶桑社 ISBN 978-4-594-03235-7）

## シングルCD
- 冠二郎「愛しき人よ」（日本コロムビア CODA-1691 1999年1月21日発売） - 情報屋ゲンさんのイメージソング　ジャケット裏面には、ゲンさんの後ろ姿の写真と、番組の宣伝が書かれている

## エピソード
- 中継コーナー「ニッポン放送がやってきた」は専ら垣花正が担当していた。それぞれ曜日別にコーナーが設けられていたが、その中で「垣花正のラーメンバンザイ」という、垣花がラーメン屋に赴きその店のラーメンを食べるいわゆる食レポのコーナーがあった。出演した店の店主は毎回テリーに「サインください」とサイン色紙をリクエストしており、テリーも快く応じて番組から店に色紙を送っていた。その後、フジテレビ『トリビアの泉 〜素晴らしきムダ知識〜』の「トリビアの種」のコーナーで「東京都内のラーメン屋で一番多くサインが飾られている有名人は誰か」を検証し、テリー伊藤のサインが一番多く飾られているという結果が発表された。当然テリーはその店に行った試しはなく、当番組で店にプレゼントしたサインであることは明白である。
- 岐阜放送から放送したことがある。このときは岐阜放送でも番組が流れた。